# Pressage (matériaux)
Pour les articles homonymes, voir Pressage.
Le pressage est une méthode de mise en forme de différents matériaux qui consiste à comprimer ce matériau sous forme d'un liquide, d'une pâte ou d'une poudre dans un moule ayant la forme de l'objet à fabriquer. La pièce est laissée ensuite refroidir (verre) et se solidifier.

## Verre

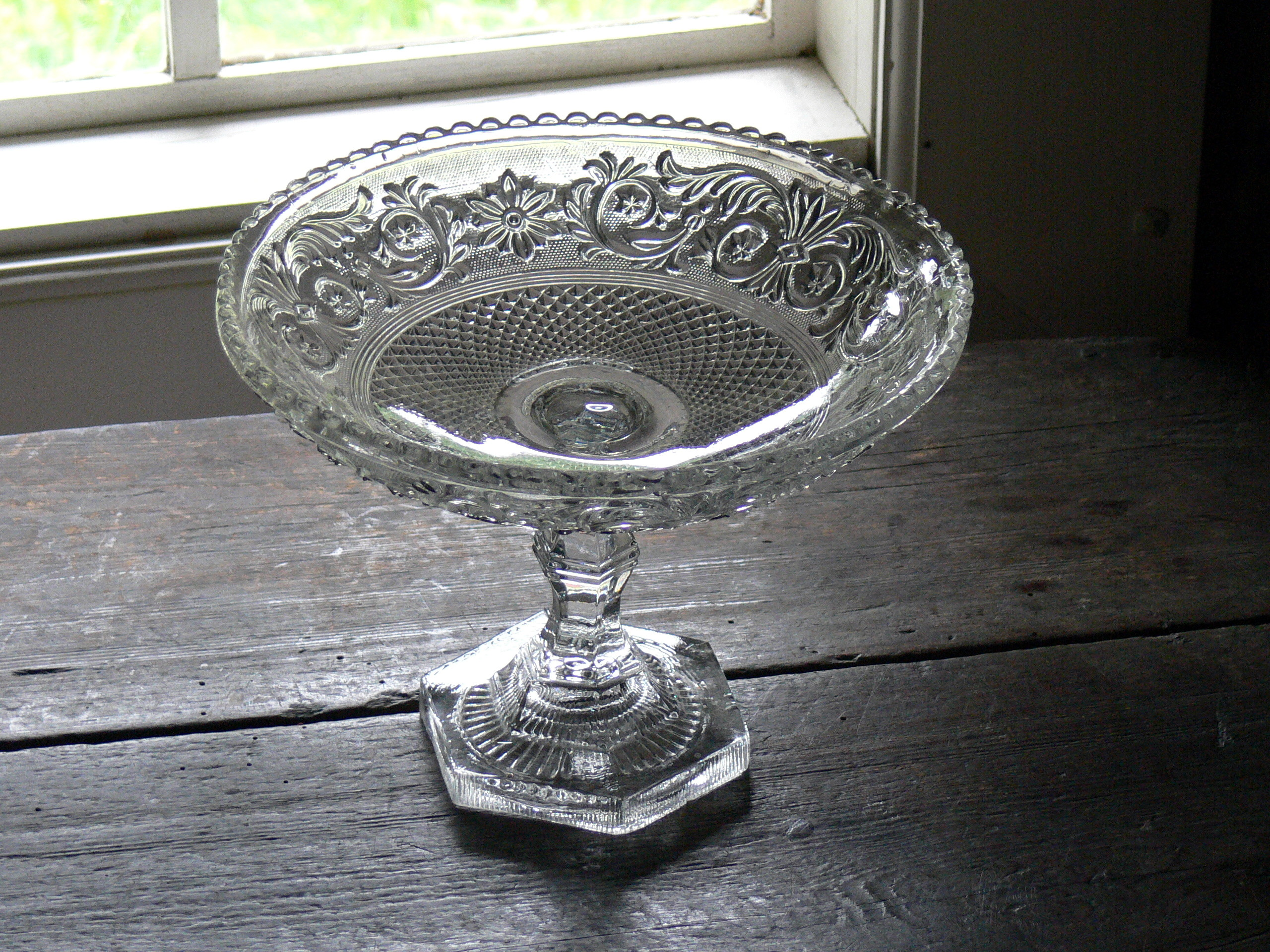
Verre pressé dans un chalet à Lund en Suède

Au niveau artisanal, le verre creux est fabriqué, entre autres, par pressage et ceci en utilisant un poinçon qui appuie sur du verre fondu dans un moule. Ce procédé a d'abord été breveté par l'inventeur américain John P. Bakewell en 1825 pour faire des boutons pour les meubles.
La technique a été développée aux États-Unis à partir des années 1820 et en Europe, en particulier la France, la Bohême et la Suède à partir des années 1830. Vers le milieu du XIXe siècle les verreries les plus vendues ont été fabriquées par pressage (1850-1910).
Au niveau industriel, le verre creux est fabriqué principalement par soufflage, par pressage ou par une combinaison de ces deux techniques. Ces procédés sont appelés par exemple :
- pressé ;
- pressé–soufflé[2] (press-and-blow)[3] ;
- pressé–soufflé–tourné.

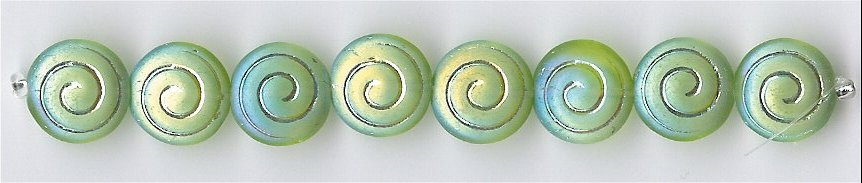
Perles en verre pressé

Le pressage est aussi utilisé pour fabriquer des perles en verre.

## Céramique
Pour fabriquer de la céramique par pressage, on utilise des mélanges sous forme de pâte ou de poudre qui sont introduits dans un moule, pressés et ensuite laissés se solidifier.

## Matière plastique
Mise en forme de :
- Disque microsillon ;
- Disque compact.